# QV33
QV 33 est un des tombeaux situé dans la vallée des Reines, dans la nécropole thébaine, sur la rive ouest du Nil face à Louxor en Égypte.

## Description
QV 33 est la tombe de la princesse Nedjemet, fille de Ramsès Ier et peut-être femme de Séthi Ier ou de Ramsès II. Elle a autrefois été attribuée à tort à Moutnedjemet.

## Histoire
La tombe a probablement été pillée à la fin de la XXe dynastie puis réutilisée lors de la XVIe dynastie, puis à nouveau par les Romains qui s'en servent comme catacombes et y entreposent cent-huit momies. La tombe est aujourd'hui en mauvaise condition.
L'entrée de la grotte est scellée depuis mai 2009 pour éviter l'installation de chauves-souris.